# Thomas Holm
Thomas Holm, né le 19 février 1981, est un joueur de football norvégien retraité.
Jouant autrefois au SC Heerenveen et au Vålerenga Fotball, il a également été sélectionné à plusieurs reprises en équipe nationale de Norvège.
Thomas est le demi-frère de Daniel Fredheim Holm, joueur du Rosenborg BK.

## Sélection
- Norvège : 4 sélections
- Première sélection le 16 novembre 2004 : Australie - Norvège (2-2)

Thomas Holm fait ses débuts en équipe nationale contre l'Australie en match amical le 16 novembre 2004, au Craven Cottage de Fulham à Londres.
Il compte 4 sélections entre 2004 et 2005 pour deux titularisations dont sa première contre l'Australie.

## Palmarès
Vålerenga IF
- Champion de Norvège (1) : 2005
- Vainqueur de la Coupe de Norvège (1) : 2002